# Yū Kimura (Boxer)
Yū Kimura (jap. 木村 悠, Kimura Yū; * 23. November 1983 in Chiba, Japan) ist ein japanischer Boxer im Halbfliegengewicht. 

## Profikarriere
Im Jahre 2006 begann er erfolgreich seine Profikarriere. Am 1. Februar 2014 boxte er gegen Ken’ichi Horikawa um den japanischen Meistertitel und gewann über 10 Runden knapp nach Punkten. Diesen Gürtel verteidigte er insgesamt dreimal.
Ende November 2015 wurde er WBC-Weltmeister, als er Pedro Guevara durch geteilte Punktrichterentscheidung besiegte.